# Кепебулак
Кепебула́к (каз. Кепебұлақ) — село у складі Уйгурського району Алматинської області Казахстану. Входить до складу Кетменського сільського округу.
У радянські часи село називалось Будути.
Населення — 456 осіб (2021; 579 у 2009, 621 у 1999, 553 у 1989).